# Darb-e Gonbad
Darb-e Gonbad – miasto w Iranie, w ostanie Lorestan. W 2016 roku liczyło 2131 mieszkańców.